# 越女劍 (電視劇)
《越女劍》（英語：The Supersword Lady）是香港亞洲電視製作的電視劇，在1986年2月3日首播。王心慰監製，故事編審梁劍豪，劇中主角由李賽鳳飾阿青，岳華飾范蠡，以吳越爭霸為故事背景。本劇是根據金庸同名短篇小說《越女劍》加以改編，亦是該小說唯一影視版本，這同時是亞洲電視自1979年麗的電視時期《白馬嘯西風》及改名後唯一改編自金庸小說的電視劇。

## 主要演員
- 李賽鳳 飾 阿青
- 岳華 飾 范蠡
- 斑斑 飾 令狐姬
- 羅石青 飾 文種
- 湯鎮宗 飾 雁離
- 煒烈 飾 冥極劍
- 鄭雷 飾 勾踐
- 吳彩南 飾 楚天戟
- 羅敏玲 飾 范紫蘿
- 蔣金 飾 阿七
- 良鳴 飾 方士唐
- 苑麗瓊 飾 小姜
- 吳仕德 飾 黑煞
- 曹榮 飾 白煞
- 鮑漢琳 飾 白翁
- 陳亮 飾 鐵霸
- 馬麗莉 飾 凝子煙
- 司馬華龍 飾 薛燭
- 馮素波 飾 薛妻
- 譚榮傑 飾 江虎
- 凌腓力 飾 煉石

## 軼事
本劇的英文譯名並不是小說版的Sword of Yue Maiden，而是The Supersword Lady。

## 外部連結
- 介紹下1986年ATV的越女劍